# هنري إميل سوفاج
هنري إميل سوفاج (بالفرنسية: Henri Émile Sauvage)‏ (22 سبتمبر 1842 في بولوني سور مير - 3 يناير 1917 في بولوني سور مير) كان عالمًا في علم علم الأحياء القديمة وفي علم الأسماك وعلم الزواحف والبرمائيات. كان خبيرًا بارزًا في حقبة الحياة الوسطى للأسماك والزواحف.
عمل منسق في متحف التاريخ في بولوني سور مير، ونشر مقالات كثيرة عن الديناصورات الجوراسية المتأخرة والفقاريات الأخرى من منطقة بولونيا في شمال فرنسا. قدم مساهمات مهمة تتعلق بحفريات الفقاريات في البرتغال، واصفًا في عام 1897 (برتغال)، Suchosaurus girardi من فتات فكي موجود في هذا البلد.
من 1883 إلى 1896 شغل منصب مدير محطة مائية في بولوني سور مير. كان عضوًا في الجمعية الجيولوجية الفرنسية (Société géologique de France). في عام 1893، نشر فيليب توماس نتائج الحفريات لبعثة الاستكشاف العلمية التونسية (1885-1886) على ستة مراحل بالإضافة إلى الأطلس، بما في ذلك عمل فيكتور أوغست غوتييه (قنافذ البحر)، أرنولد لوكارد (الرخويات)، أوغست بيرون (عضديات الأرجل، حيوانات حزازية وخماسي الشعر) وهنري إميل سوفاج (الأسماك).
وكُرم بتسمية ثلاث حيوانات بسمه: Plesiosaurid Lusonectes sauvagei، والنوع القشري Pseudanthessius sauvagei ونوع أبو بريص Bavayia sauvagii.

## أعماله
- Note sur les geckotiens de la Nouvelle-Calédonie, 1878.[8]
- Bassin houiller et permien d'Autun et d'Épinac, 1889–97 (with Frédéric Delafond, Michel Lévy [الإنجليزية], Bernard Renault، تشارلز رينيه زيلر, 7 volumes).[9]
- Histoire naturelle des poissons, (1891); in Alfred Grandidier's Histoire physique, naturelle et politique de Madagascar.[10]
- Vertébrés fossiles du Portugal: Contributions à l'étude des poissons et des reptiles du jurassique et du crétacique, (1897).[11]
- Musées municipaux de Boulogne-sur-Mer, 1898.[4]
  - مقالات في مجلة العلوم الشعبية الشهرية:
- “Amphibious Fishes,” in Popular Science Monthly Volume 9, September 1876
- “The Archer-Fishes,” in Popular Science Monthly Volume 12, January 1878
- “The Matamata,” in Popular Science Monthly Volume 16, March 1880.[12]
  - سيرة هنري إميل سوفاج:
- La Vie et l'oeuvre d'Emile Sauvage; Author:	Casimir Cépède. Publisher:	Boulogne-sur-Mer :Imprimerie G. Hamain, 1923.[13]

## روابط خارجية
- IDREF.fr extensive bibliography.